# Bên nhau trọn đời
Bên nhau trọn đời (tiếng Trung: 何以笙箫默) (tên Hán Việt: Hà Dĩ Sênh Tiêu Mặc) là phim truyền hình Trung Quốc gồm 32 tập chính và 4 tập đặc biệt, khởi chiếu vào 10/1/2015 chuyển thể từ cuốn tiểu thuyết ngôn tình Bên nhau trọn đời của nhà văn Cố Mạn . Phim được phát sóng trên Dragon TV, Giang Tô TV và iQiyi.

## Nội dung
Phim kể về mối tình từ thời đại học của hai nhân vật Hà Dĩ Thâm (Chung Hán Lương thủ vai) và Triệu Mặc Sênh (Đường Yên thủ vai) (Thời đại học là La Vân Hi và Ngô Thiến thủ vai chính). Ngày đầu tiên bước chân vào trường Đại học. Mặc Sênh - cô tiểu thư nhà giàu, mê nhiếp ảnh đã vô tình gặp và có thiện cảm với chàng sinh viên năm thứ 2 khoa Luật, Hà Dĩ Thâm qua tấm ảnh cô chụp trộm anh. Từ đó Mặc Sênh liên tục tấn công, mạnh dạn theo đuổi Dĩ Thâm khiến Dĩ Thâm từ cảm thấy cô thật phiền phức đã thay đổi và thích cô từ lúc nào. Hai người cùng trải qua nhưng ngày tháng yêu đương ngọt ngào tại ngôi trường Đại học. Hai người cùng nhau học tập, cùng nhau tham gia CLB hùng biện... Cứ ngỡ hạnh phúc đã có thể nắm bắt trong tay, vậy mà...
Một ngày trước sinh nhật Mặc Sênh, cô em gái Hà Dĩ Mai (hai gia đình Hà Dĩ Mai và Hà Dĩ Thâm là bạn bè của nhau nên cùng đặt tên con giống nhau, sau khi ba mẹ Dĩ Thâm qua đời, Dĩ Thâm đã được gia đình Dĩ Mai nhận nuôi) đã tuyên bố tình yêu của mình dành cho Dĩ Thâm. Mặc Sênh vì muốn chứng thực mọi chuyện mà vội vàng đi tìm Dĩ Thâm nhưng đáp lại tất cả câu hỏi của cô chỉ là khuôn mặt lạnh lùng và không một lời giải thích. Mặc Sênh không biết rằng trước khi gặp cô, Dĩ Thâm đã gặp bố cô và chính anh đang phải đối mặt với sự thật khủng khiếp "Người gây ra vụ tai nạn của bố anh, không ai khác chính là bố của Mặc Sênh".
Bỏ lại đằng sau bao đau khổ, Mặc Sênh bỏ đi Mỹ không một lời từ biệt. Trong khi đó, ở quê nhà, Dĩ Thâm chìm đắm trong nỗi nhớ Mặc Sênh. Ngày tháng cứ thế trôi đi, hai con người sống ở hai nửa cầu của Trái Đất ấy, tưởng chừng như mãi mãi chỉ còn là hai đường thẳng song song, không bao giờ gặp lại. Nhưng người ta đã nói "Những người yêu nhau dù có đi hết một vòng Trái Đất thì cũng vẫn trở về với nhau".
Bảy năm sau, Mặc Sênh trở về Trung Quốc. Cơ may run rủi thế nào, ngay khi vừa về tới nơi, hai ngươi họ lại gặp nhau. Và chính cả hai cũng không ngờ rằng, tình yêu của họ, vượt qua bảy năm xa cách, vẫn có thể nồng đậm như thuở ban đầu. Nhưng giữa họ còn là những rào cản trong bảy năm đã qua, là những điều còn chưa thể giải thích rõ ràng trong quá khứ... Liệu tình yêu có thể giúp họ xóa bỏ tất cả những điều đó và đưa họ thật sự "Bên nhau trọn đời"  hay không?

## Diễn viên
Chung Hán Lương vai Hà Dĩ Thâm
Đường Yên vai Triệu Mặc Sênh
Tiêm Nhậm Tư vai Hà Dĩ Mai (nguyên tác là Hà Dĩ Văn) - thanh mai trúc mã của Dĩ Thâm, yêu thầm anh từ khi còn bé (Lưu ý: Hà Dĩ Mai và Hà Dĩ Thâm không phải là anh em ruột. Vì 2 gia đình ở cạnh nhà nhau, lại cùng họ Hà nên đặt tên con giống nhau. Sau này, khi ba mẹ Dĩ Thâm qua đời, ba mẹ Dĩ Văn nhận nuôi Dĩ Thâm)
Mễ Lộ vai Tiêu Tiêu (Thiếu Mai): Bạn thân hồi Đại học của Mặc Sênh. Là nữ minh tinh nổi tiếng. Tính tình thẳng thắn, nghĩ gì nói đó. Oan gia với Lộ Viễn Phong sau đó hai người xảy ra "tình một đêm". Cuối cùng hai người yêu nhau và kết hôn
Dương Lặc vai Lộ Viễn Phong (nhân vật không có trong nguyên tác): ban đầu thích Hà Dĩ Mai, được đồng ý nhưng rồi hai người chia tay. Sau khi xảy ra "tình một đêm" với Tiêu Tiêu, hai người từ oan gia lại quay sang thích nhau và cuối cùng là kết hôn. Là đồng nghiệp trong tòa soạn báo với Mặc Sênh
Đàm Khải vai Ưng Huy - Chồng cũ của Mặc Sênh. Khi còn sống ở Mỹ, để được nhận nuôi bé trai con của một người bạn, Mặc Sênh đã kết hôn với Ưng Huy. Ưng Huy có tình cảm với Mặc Sênh, một lòng muốn cô ở lại Mỹ làm người vợ thực sự của mình nhưng trái tim Mặc Sênh chỉ có hình bóng của Dĩ Thâm nên chính anh cũng là người khuyên Mặc Sênh quay về Trung Quốc
Lưu Thành Thụy vai Trương Lục: chồng của Dĩ Mai
La Vân Hi vai Hà Dĩ Thâm (thời đại học)
Ngô Thiến vai Triệu Mặc Sênh (thời đại học)
Bành Tử Tô (nickname: Cánh cụt nhỏ) vai Hà Chiếu: con của Mặc Sênh và Dĩ Thâm

## Nhạc Phim
1. My Sunshine - Trương Kiệt (Nhạc mở đầu phim)
2. 何以爱情 / Hà Dĩ Ái Tình (Tình Yêu Hà Dĩ) - Chung Hán Lương (Nhạc kết thúc phim)
3. 孤独的总和 / Hoàn Toàn Cô Đơn - Ngô Vấn Phương
4. 微光 / Ánh Sáng Nhỏ Bé - Hoa Thần Vũ
5. The Road Not Taken - Cao San
6. 遇见你的时候所有星星都落到我头上 / Thời Khắc Gặp Anh, Tất Cả Ngôi Sao Đều Chiếu Soi Trên Đầu - Cao San
7. Đã Lâu Không Gặp - Đường Yên

## Lịch phát sóng
| Năm  | Kênh                            | Quốc gia   | Thời gian | Ghi chú                                                     |
| ---- | ------------------------------- | ---------- | --------- | ----------------------------------------------------------- |
| 2015 | Giang Tô TV                     | Trung Quốc | 19:30     | 2 tập / ngày 26, 27 tháng 1 tập đặc biệt (phiên bản đầy đủ) |
| 2015 | Dragon TV                       | Trung Quốc | 19:30     | 2 tập / ngày                                                |
| 2015 | An Huy TV                       | Trung Quốc | 22:00     | 2 tập / ngày                                                |
| 2015 | Thâm Quyến TV                   | Trung Quốc | 19:30     | 2 tập / ngày                                                |
| 2015 | Quảng Tây TV                    | Trung Quốc | 19:30     | 2 tập / ngày                                                |
| 2015 | Thiểm Tây TV                    | Trung Quốc | 19:30     | 2 tập / ngày                                                |
| 2015 | Hạ Môn TV                       | Trung Quốc | 19:30     | 2 tập / ngày                                                |
| 2015 | CCTV 8                          | Trung Quốc | 16:30     | 3 tập / ngày                                                |
| 2016 | Aniworld TV                     | Trung Quốc | 21:50     | 2 tập / ngày                                                |
| 2017 | CCTV 1                          | Trung Quốc | 13:00     | 4 tập / ngày                                                |
| 2015 | MBC                             | Hàn Quốc   | 2:00      | 1 tập Thứ hai (hàng tuần)                                   |
| 2015 | OMNI.2                          | Canada     | 22:00     | Thứ hai - Thứ sáu                                           |
| 2015 | OMNI Alberta                    | Canada     | 22:00     | Thứ hai - Thứ sáu                                           |
| 2015 | OMNI British Columbia（OMNI BC) | Canada     | 22:00     | Thứ hai - Thứ sáu                                           |
| 2015 | KCSI (LA 18)                    | Hoa Kỳ     | 19:00     | Thứ hai - Thứ sáu                                           |
| 2015 | CTI                             | Đài Loan   | 20:00     | Thứ hai - Thứ sáu                                           |
| 2016 | Azio TV                         | Đài Loan   | 20:00     | Thứ hai - Thứ sáu                                           |
| 2016 | Asia Drama TV                   | Nhật Bản   | 20:00     | Thứ bảy & Chủ Nhật                                          |
| 2016 | 8 TV                            | Malaysia   | 17:00     | Thứ hai - Thứ sáu                                           |
| 2016 | Amarin TV                       | Thái Lan   | 13:30     | Thứ hai - Thứ tư                                            |

## Rating
CSM 50
|            |       | Giang Tô TV | Giang Tô TV | Dragon TV | Dragon TV |
| Ngày       | Tập   | Rating      | Hạng        | Rating    | Hạng      |
| ---------- | ----- | ----------- | ----------- | --------- | --------- |
| 2015-01-10 | 1-2   | 0.792       | 4           | 0.563     | 8         |
| 2015-01-11 | 3-4   | 0.988       | 4           | 0.577     | 5         |
| 2015-01-12 | 5-6   | 0.800       | 4           | 0.591     | 5         |
| 2015-01-13 | 7-8   | 0.892       | 4           | 0.666     | 5         |
| 2015-01-14 | 9-10  | 0.937       | 4           | 0.664     | 6         |
| 2015-01-15 | 11-12 | 0.982       | 5           | 0.751     | 6         |
| 2015-01-16 | 13-14 | 1.026       | 5           | 0.905     | 6         |
| 2015-01-17 | 15-16 | 1.343       | 2           | 0.995     | 5         |
| 2015-01-18 | 17-18 | 1.482       | 2           | 1.204     | 4         |
| 2015-01-19 | 19-20 | 1.471       | 2           | 1.160     | 4         |
| 2015-01-20 | 21-22 | 1.373       | 2           | 1.195     | 4         |
| 2015-01-21 | 23-24 | 1.495       | 2           | 1.224     | 4         |
| 2015-01-22 | 25-26 | 1.522       | 2           | 1.238     | 4         |
| 2015-01-23 | 27-28 | 1.391       | 2           | 1.195     | 4         |
| 2015-01-24 | 29-30 | 1.618       | 2           | 1.162     | 4         |
| 2015-01-25 | 31-32 | 1.631       | 2           | 1.202     | 4         |
| Trung bình |       | 1.234       |             | 0.956     |           |

## Giải thưởng
| Ngày                | Lễ trao giải                                               | Hạng mục                                    | Người đề cử     | Kết quả   |
| ------------------- | ---------------------------------------------------------- | ------------------------------------------- | --------------- | --------- |
| 18 tháng 4 năm 2015 | Liên hoan phim truyền hình quốc tế BANFF Canada lần thứ 36 | Phim truyền hình xuất sắc nhất              |                 | Đề cử     |
| 9 tháng 8 năm 2015  | Hoa Đỉnh                                                   | Nữ diễn viên xuất sắc nhất (Phim đương đại) | Đường Yên       | Đoạt giải |
| 9 tháng 8 năm 2015  | Hoa Đỉnh                                                   | Nữ diễn viên xuất sắc nhất                  | Đường Yên       | Đề cử     |
| 9 tháng 8 năm 2015  | Hoa Đỉnh                                                   | Nam diễn viên xuất sắc nhất                 | Chung Hán Lương | Đề cử     |
| 10 tháng 9 năm 2015 | Liên hoan phim truyền hình quốc tế Seoul                   | Ngôi sao châu Á                             | Chung Hán Lương | Đoạt giải |